# Фестоски диск
Фестоският диск е диск от печена глина с двустранно отпечатани символи, праисторическа археологическа находка от минойския дворец във Фестос на остров Крит.

## Описание
Представлява кръгла теракотена плоча с диаметър 16 сантиметра. От двете ѝ страни са подредени в спирала общо 241 символа, от които 45 са уникални. Символите не са издълбани, а щамповани.

## Датировка
Датиран е като средно- или късноминойски. Датировката е несигурна и се базира единствено на датировката на археологическия пласт, в който е намерен. Ив Дюу датира диска като MMIII (1850 г. пр. Хр. – 1600 г. пр. Хр.). Йепесен – като LMII-III (след 1400 г. пр. хр), Луи Годар разширява датировката до MMI-LMIII (по-голямата част от 2-рото хилядолетие пр. Хр.) и най-накрая Дж. Бест като LMIIIA базирано на изследване на табличката PH1 (първата половина на XIV век пр. Хр.).

## Съмнение за автентичност
Общото мнение на археологическите среди е, че дискът е оригинална находка. Въпреки това някои професионалисти изказват съмнения за неговата автентичност.

## Предназначение, символи
Предназначението на диска и ролята на символите са неясни. В годините след откритието му са изказани множество хипотези, измежду които текстово съобщение, игра, геометрична теорема и предмет с религиозно предназначение.
Една от най-популярните хипотези предполага кодирано текстово послание с неизвестно съдържание, език и азбука. Не е ясно и дали текстът е написан от ляво надясно и от горе надолу. Привържениците на текстовата хипотеза възприемат, че използваната писмена система е изолирана и без аналог в древността.

## Откритие
Открит е през 1908 г. в североизточното крило на дворцовите развалини. Италианска археологическа експедиция, водена от известния археолог Луиджи Перние разкопава пода на стая №8 в сграда №101 и открива диска заедно с табличка PH1, носеща надпис на критско линейно писмо А.
Стая №8, в която са намерени двете находки, е достъпно само отгоре подземие на храм, вероятно увреден от земетресение. Дъното му е било измазано с фина мазилка и покрито с дълбоки наслаги от пръст, пепел и изгорели животински останки.

## Експозиция
Фестоският диск се съхранява и е изложен в стая III на Археологическият музей в Ираклио на остров Крит.